# Etnografické muzeum ve Włocławku
Etnografické muzeum ve Włocławku je pobočka muzea kujavské a dobrzyňské oblasti ve Włocławku v Kujavsko-pomořském vojvodství v Polsku.

## Umístění
Etnografické muzeum se nachází v komplexu budov s historickou sýpkou na Bulváru maršála Józefa Piłsudského 6 ve Włocławku.

## Historie
Historická sýpka byla postavena před rokem 1848 podle návrhu Frantiszka Tournelleho – tehdejšího architekta města Włocławek. V letech 1980–1985 byla k budově štítovou stranou přistavěna nová část, která architektonicky navazovala na její hmotu. Byla v ní umístěna místnost pro dočasné výstavy, audiovizuální sál a knihovna, ateliéry a kanceláře.
Muzeum bylo slavnostně otevřeno 10. října 1986 stálou expozicí „Kultura ludowa Kujaw i ziemi dobrzyńskiej. Wybrane zagadnienia” (Lidová kultura Kujavska a dobrzyňské oblasti. Vybrané otázky) a dočasnou výstavou „Współczesna sztuka ludowa Kujaw i ziemi dobrzyńskiej” (Současné lidové umění Kujavska a Dobrzyňska). V roce 1987 muzeum získalo ocenění druhého stupně v soutěži „Muzejní událost roku 1986“ za zpřístupnění budovy a stálé expozice, v roce 1988 bylo oceněno za posoutěžní výstavu „Současný regionální kroj“ v soutěži „Muzejní událost roku 1988“.
V letech 2011–2014 probíhaly renovační a modernizační práce na šesti budovách muzejního komplexu. Byla provedena renovace interiéru a důkladná rekonstrukce nádvoří. Půdní prostory a sklepy byly upraveny pro potřeby uložení muzejních a knihovních sbírek. V roce 2015 byla v budově muzea zřízena laboratoř digitalizace a reprografie.
V roce 2016 muzeum slavilo 30. výročí založení. Během těchto 30 let uspořádalo téměř 100 krátkodobých a 37 putovních výstav. Sbírka muzea byla rozšířena o 5 729 položek, konalo se v něm přes 100 různých akcí, které si získaly značnou popularitu mezi obyvateli Włocławku.

## Expozice
Stálá výstava:

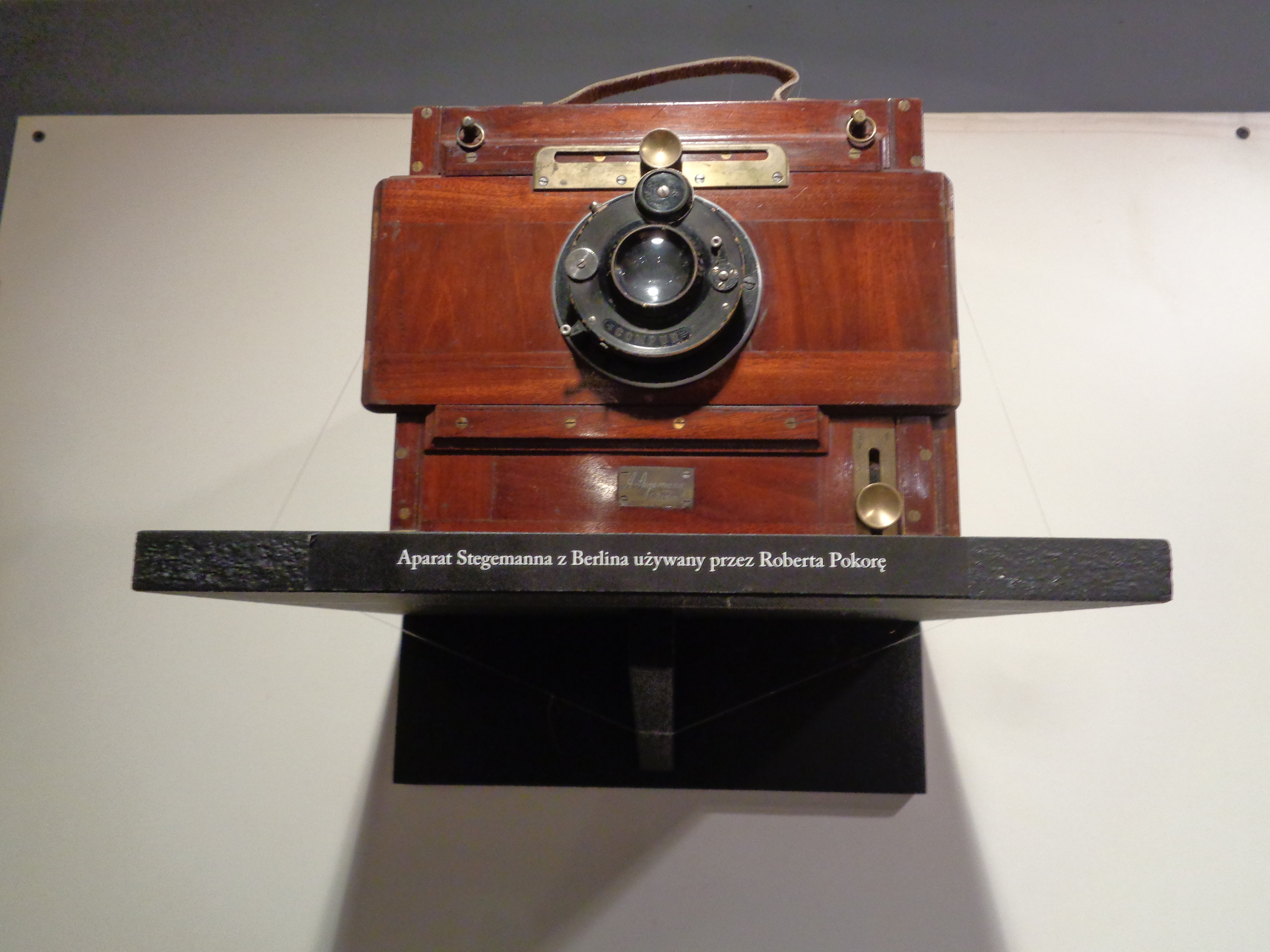
Výstava „Fotografie od ševce. Svět Roberta Pokory na skleněných negativech”

- „Kultura ludowa Kujaw i ziemi dobrzyńskiej” představuje vesnici z přelomu 19. a 20. století a ukazuje lidovou kulturu, která již neexistuje.

Od roku 1986 jsou pořádány masopustní akce, které se v roce 1995 přeměnily na každoroční „Prohlídka masopustních skupin ulicemi Włocławku“. Etnografické muzeum pravidelně pořádá setkání „Neděle s kurátorem“, během nichž si účastníci mohou prohlédnout dočasné výstavy.
Od roku 2014 se na nádvoří muzea koná „Włocławský trh s dary léta“ – kulinářská akce propagující tradiční produkty vyrobené z místních surovin. 
Muzeum provozuje rozsáhlou vzdělávací činnost: celoroční a speciální workshopy.